# Gabriel Serényi († 1664)
Gabriel hrabě (od 1656) Serényi z Malého Serenu (Gabriel/Gábor Graf Serényi von Kis Serény) (1598/1615 – 6. května 1664, Brno) byl moravský šlechtic a politik uherského původu. V mládí sloužil v císařské armádě, za třicetileté války zastával vysoké úřady na Moravě, nakonec byl v letech 1655–1664 moravským zemským hejtmanem a v roce 1656 byl povýšen do dědičného hraběcího stavu. Zděděný majetek po rodičích na jižní Moravě rozšiřoval dlouhodobě dalšími nákupy (Luhačovice, Zlín) a vytvořil tak majetkové zázemí rodu Serényiů až do 20. století.

## Kariéra
Pocházel z uherského šlechtického rodu usazeného od 16. století na Moravě, byl synem Františka Serényiho († 1621) a jeho manželky Doroty Jakušičové. František Serényi byl účastníkem stavovského povstání, zemřel krátce poté během vyšetřování, za jeho protihabsburské aktivity zaplatil Gabriel spolu se starším bratrem Pavlem pokutu ve výši 5 000 zlatých. Gabriel Serényi od roku 1629 zasedal na moravském zemském sněmu a v roce 1638 byl povýšen do stavu svobodných pánů, v letech 1641–1644 byl hejtmanem hradištského kraje. V roce 1644 byl jmenován tajným radou a v letech 1644–1648 byl nejvyšším sudím na Moravě, poté postoupil do úřadu moravského nejvyššího komorníka (1648–1655) a nakonec byl zemským hejtmanem na Moravě (1655–1664) s ročním platem 4 000 zlatých. Krátce po nástupu do funkce zemského hejtmana byl povýšen do hraběcího stavu (7. dubna 1656). Během své kariéry využíval vazeb na olomouckého biskupa arcivévodu Leopolda Viléma, v jehož službách působil, blízké kontakty udržoval také s knížecím rodem Ditrichštejnů. Zatímco se svým vrstevníkem Maxmiliánem z Ditrichštejna udržoval korektní vztahy, s jeho synem Ferdinandem se od konce 50. let dostával do častých kompetenčních sporů (Ferdinand z Ditrichštejna byl od roku 1655 moravským nejvyšším komorníkem). Své postavení přecenil Gabriel Serenyi v roce 1661, kdy pro staršího syna Františka Gabriela požadoval hodnost císařského komorníka proti zažitým pravidlům a tehdy se dostal do konfliktu s nejvýše postavenými dvořany ve Vídni. Z pozice zemského hejtmana prosadil v roce 1659 stavbu Tribunálního domu, který měl po definitivním ustanovení Brna jako hlavního města Moravy sloužit jako sídlo zemské správy, projekt byl ale realizován až po jeho smrti. V šedesátých letech se podílel na organizaci obrany proti vpádu Turků. Zemřel v roce 1664 v rodovém paláci v Panské ulici v Brně, ve funkci moravského zemského hejtmana jej nahradil Ferdinand z Ditrichštejna.

## Majetkové a rodinné poměry
Spolu se starším bratrem Pavlem převzal po otci panství panství Nový Světlov, k němuž bylo v roce 1629 přikoupeno panství Luhačovice. Při dělení majetku v roce 1633 mezi bratry si Gabriel ponechal panství Nový Světlov a v roce 1636 rozšířil městu Bojkovice městská privilegia. Světlovské panství úspěšně odolalo útokům Švédů (1645–1646) a Turků (1663–1664). Rodový majetek začal Gabriel Serenyi významněji rozšiřovat po skončení třicetileté války, kdy na různých místech Moravy koupil několik velkých panství. V roce 1648 koupil za 35 000 zlatých zpustošené Milotice u Hodonína, které se později staly jednou z rodových rezidencí. V roce 1650 získal panství Pohořelice na Zlínsku, které ale v roce 1655 prodal svému zeti Františku Horeckému z Horky. Naopak v roce 1655 koupil panství Zlín a téhož roku Kunvald na severní Moravě. Budování rodového majetku završil zakoupením Lomnice u Tišnova v roce 1662. Lomnice byla ze serényiovských statků nejblíže k Brnu a do budoucna se měla stát hlavním rodovým sídlem. V rámci zlepšení hospodaření začal Gabriel Serényi organizovat přesuny obyvatelstva do válkou zdevastovaných lokalit poblíž Brna ze Zlínska a severní Moravy. Migrace obyvatel mezi vzdálenými rodovými majetky, budování rezidenčního městečka v Lomnici a nového sídla v Miloticích pokračovalo pak i za jeho synů.
Gabriel Serenyi byl ženatý s Alžbětou Zahrádeckou ze Zahrádek († 1665) ze starobylé moravské vladycké rodiny. Měli spolu osm dětí, z nichž byli dva synové. Starší František Gabriel (1636–1677) zdědil Lomnici, z níž začal budovat rezidenční rodové sídlo a zastával úřady v moravské zemské správě. Mladší syn Jan Karel (1640–1691) sloužil v armádě, vyznamenal se v bitvě u Vídně a dosáhl hodnosti polního maršála. Jan Karel byl dědicem Nového Světlova a Milotic, kde pak v následující generaci vzniklo druhé hlavní sídlo rodu. Z dcer se starší Markéta provdala za Františka Horeckého z Horky (1618–1665), který svého tchána následoval ve funkci hejtmana hradištského kraje. Mladší dcera Anna Marie byla manželkou Jana Zikmunda Petřvaldského z Petřvaldu (1626–1688), královského rady a přísedícího moravského zemského soudu.